# St. Jo, Texas
St. Jo là một thành phố thuộc quận Montague, tiểu bang Texas, Hoa Kỳ. Năm 2010, dân số của xã này là 1043 người.

## Dân số
- Dân số năm 2000: 977 người.
- Dân số năm 2010: 1043 người.